# ИЖ-59 «Спутник»
ИЖ-59 «Спутник» — советское двуствольное охотничье ружьё. 

## История
В середине 1950-х годов в СССР начались работы по созданию двуствольных охотничьих ружей с вертикально спаренными стволами, и в 1959 году оружейником А. А. Климовым была разработана модель ИЖ-59, серийно производившаяся Ижевским механическим заводом в 1960—1964 гг. в восьми незначительно отличающихся модификациях и вариантах исполнения.
В июне 1961 года стоимость стандартного серийного ИЖ-59 составляла 120 рублей, штучного (с гравировкой и чеканкой наружных поверхностей с применением серебра) — 250 рублей.
Всего было выпущено 21 218 ружей этой модели, они предлагались на экспорт (в том числе, в США).
- После поездки Н. С. Хрущёва в США 15—27 сентября 1959 года отношения между США и СССР временно улучшились; в начале 1962 года был разрешён импорт ружей ИЖ-59 «Спутник» в США (их следовало заказывать через представительство Amtorg Trading Corporation в Нью-Йорке)[5].

В начале 1960-х годов на основе конструкции ИЖ-59 «Спутник» началась разработка новой модели, выпуск которой начался в 1962 году под наименованием ИЖ-12.

## Описание
ИЖ-59 является первым крупносерийным советским ружьём с вертикальным расположением стволов.
Стволы ружья изготовлены из легированной стали 50РА (c пределом текучести не менее 50 кг/мм² и пределом прочности не менее 75 кг/мм²), что гарантирует безопасность стрельбы патронами, развивающими давление до 700 кгс/см², при этом на заводе каждое ружьё испытывалось на прочность усиленным зарядом бездымного пороха, развивающим давление 800 кгс/см² (по два-три выстрела на ствол). Проверочным отстрелом стандартных ружейных патронов из серийных ружей с контрольными замерами и полной разборкой было установлено, что живучесть ружья ИЖ-59 составляет 10 000 выстрелов без снижения кучности боя, после чего оно по-прежнему остаётся пригодным к дальнейшей эксплуатации.
Стволы между собой не спаяны, а соединены муфтами. Каналы стволов и патронники хромированы, диаметр каналов стволов составляет 18,5 мм.
- верхний ствол имеет дульное сужение 1 мм[2]
- нижний ствол имеет дульное сужение 0,5 мм[2]

Запирание стволов одинарное широким клином на крюк казенной муфты стволов.
Боевые пружины цилиндрические спиральные.
Имеется неавтоматический предохранитель, который запирает шептала.
Ложа прямая или пистолетная, из бука или ореха, на прикладе устанавливался пластмассовый затыльник или резиновый амортизатор. Боковые поверхности стволов прикрыты ствольными накладками.